# Terzaga
Terzaga ist ein Ort und eine Gemeinde (municipio) mit 20 Einwohnern (Stand: 2024) im Osten der Provinz Guadalajara in der Autonomen Gemeinschaft Kastilien-La Mancha in Zentralspanien. Neben dem Hauptort Terzaga gehört der Weiler Terzaguilla zur Gemeinde. 

## Lage und Klima
Terzaga liegt im Iberischen Gebirge in einer Höhe von 1180 m. Die Entfernung zur westsüdwestlich gelegenen Provinzhauptstadt Guadalajara beträgt ca. 90 Kilometer (Fahrtstrecke). Das Klima ist warm und gemäßigt; Niederschlag fällt vor allem im Winter (581 mm/Jahr).

## Bevölkerungsentwicklung
| Jahr      | 1960 | 1970 | 1981 | 1991 | 2001 | 2011 | 2021 |
| Einwohner | 225  | 130  | 83   | 49   | 30   | 21   | 20   |

## Sehenswürdigkeiten
- Kirche Mariä Himmelfahrt in Terzaga

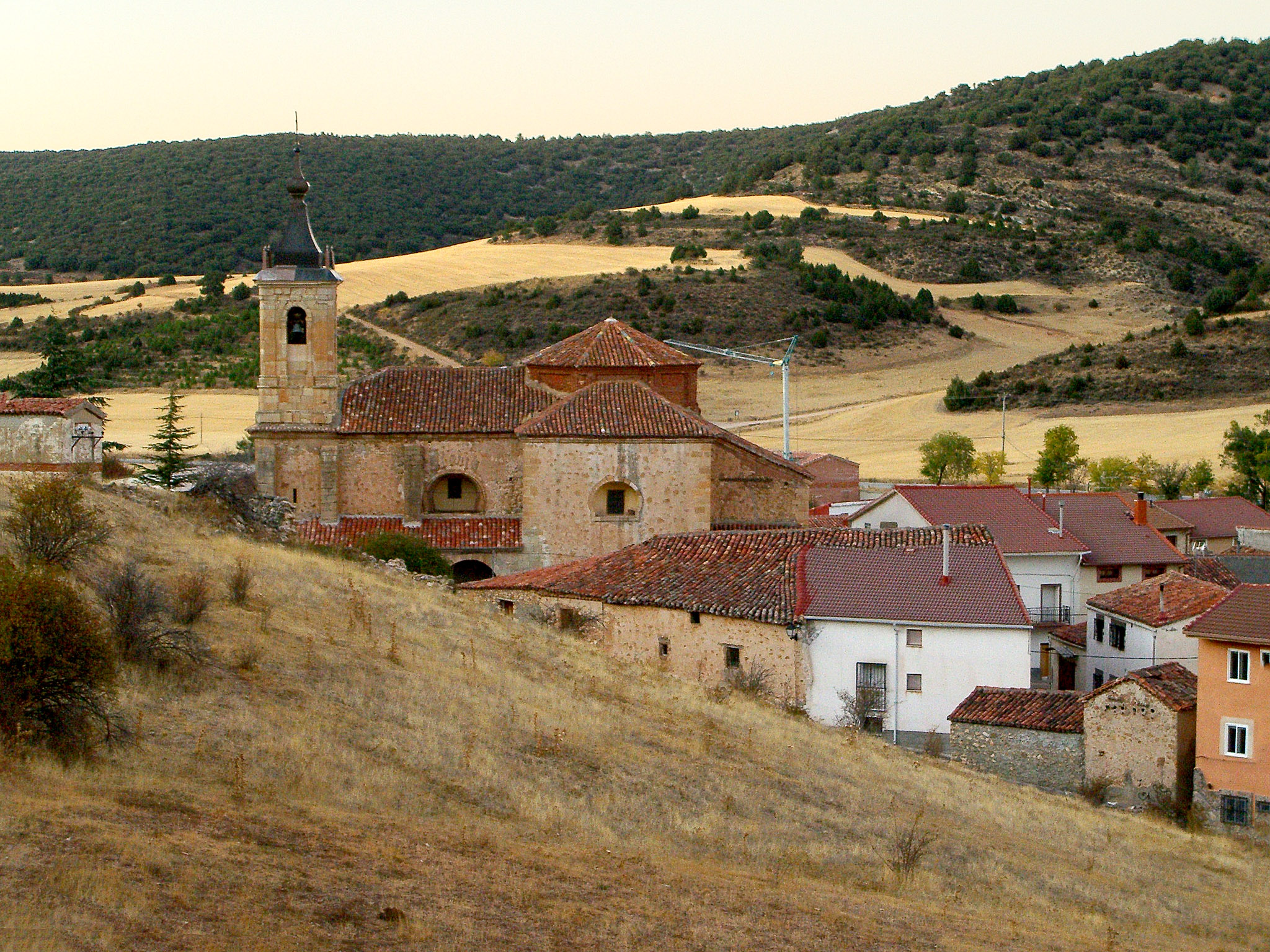
Kirche Mariä Himmelfahrt